# Vzduchovací motorek
Vzduchovací motorek je zařízení, které za pomoci elektrického proudu vytváří proudění vzduchu kompresí membrány bubínku na kmitajícím raménku s magnetem. Jeho pohyb umožňuje magnetické pole cívky o kmitočtu 50 Hz. Uvnitř bubínku (ventilového válečku) jsou propustě z tenké pryže, které vedou vzduch jen jedním směrem (podobně jako chlopně u srdce). Skelet motorku je hranatého, oválného či jiného tvaru, který z velké části odstíní hluk vznikající kmitáním. 
První konstrukce vzduchovacích motorků měly kovový plášť, později vytlačeny pláštěm plastovým. Mezi známé české výrobce motorků patří Silenta Liberec[zdroj⁠?!], jež se vyznačovala vysokým výtlakem vzduchu (až do 4 metrů hloubky). Německé motorky Wisa a později Hagen se známou řadou Elite 799 - 803, Maxima (-R) a Optima pro změnu nechyběly téměř v žádné domácnosti s akvárii, stejně tak francouzská Rena. Objevila se i celá řada dalších výrobců vyrábějících motorky na stejném principu – Unistar, Atman, Tetra, Sera ad. V posledních letech se objevují zcela nové, piezzoelektrické bezhlučné vzduchovací motorky miniaturních rozměrů pro malá akvária.
Éra vzduchovacích motorků v současnosti pohasíná, jejich činnost vytlačují moderní vnitřní a venkovní filtry poháněné vodními čerpadly na bázi vrtule. Nevýhodou provozu je vyšší spotřeba elektrického proudu proti vzduchovacím motorkům, a tak se k nim někteří akvaristé v poslední době opět vracejí.